# Xã Leesburg, Quận Union, Ohio
Xã Leesburg (tiếng Anh: Leesburg Township) là một xã thuộc quận Union, tiểu bang Ohio, Hoa Kỳ. Năm 2010, dân số của xã này là 1.414 người.